# Corea del Sur en los Juegos Paralímpicos de Nueva York y Stoke Mandeville 1984
Corea del Sur estuvo representada en los Juegos Paralímpicos de Nueva York y Stoke Mandeville 1984 por un total de 18 deportistas, 15 hombres y tres mujeres.

## Medallistas
El equipo paralímpico surcoreano obtuvo las siguientes medallas:
| Nombre          | Deporte       | Evento                                     |
| --------------- | ------------- | ------------------------------------------ |
| Oro             |               |                                            |
| —               |               |                                            |
| Plata           |               |                                            |
| Chang Choon-Bae | Tenis de mesa | Individual clase abierta 1A-4 masculino    |
| KIM H. S.       | Tiro con arco | Doble distancia corta paraplejia masculino |
| Bronce          |               |                                            |
| Jung Keum-Jong  | Halterofilia  | –51 kg integrado masculino                 |
| Equipo          | Tenis de mesa | Equipo 3 masculino                         |